# Žďár (Ždírec)
Žďár (německy Brand) je vesnice, část obce Ždírec v okrese Plzeň-jih v Plzeňském kraji. Nachází se asi 1,5 kilometru severovýchodně od Ždírce. Je zde evidováno 165 adres. V roce 2011 zde trvale žilo 83 obyvatel.
Žďár leží v katastrálním území Žďár u Blovic o rozloze 3,2 km². V katastrálním území Žďár u Blovic leží i Myť.

## Historie
První písemná zmínka o vesnici pochází z roku 1326.

## Obyvatelstvo
| Rok            | 1869 | 1880 | 1890 | 1900 | 1910 | 1921 | 1930 | 1950 | 1961 | 1970 | 1980 | 1991 | 2001 | 2011 | 2021 |
| -------------- | ---- | ---- | ---- | ---- | ---- | ---- | ---- | ---- | ---- | ---- | ---- | ---- | ---- | ---- | ---- |
| Počet obyvatel | 209  | 202  | 192  | 144  | 161  | 140  | 132  | 107  | 144  | 120  | 106  | 78   | 77   | 83   | 64   |
| Počet domů     | 30   | 32   | 31   | 28   | 29   | 28   | 30   | 36   | 36   | 35   | 29   | 34   | 37   | 37   | 36   |

## Obecní správa
Při sčítání lidu v letech 1850–1959 Žďár byl samostatnou obcí, se kterým patřil nejprve do okresu Plzeň, ale v roce 1950 v okrese Blovice. Od roku 1960 je částí obce Ždírec v okrese Plzeň-jih.

## Pamětihodnosti
- Kostel svatého Václava